# آنا صوفيا فولتش
آنا صوفيا فولتش (بالبرتغالية: Anna Sophia Folch‏) هي ممثلة برازيلية، ولدت في 18 أغسطس 1985 بريو دي جانيرو في البرازيل.

## وصلات خارجية
- آنا صوفيا فولتش على موقع IMDb (الإنجليزية)
- آنا صوفيا فولتش على موقع قاعدة بيانات الفيلم (الإنجليزية)